# MAMA Award
Il MAMA Award (precedentemente Mnet Asian Music Award) è uno dei principali premi musicali sudcoreani, organizzato annualmente dalla società di spettacolo CJ ENM. La cerimonia si tenne per la prima volta a Seul nel 1999 e venne mandata in onda sul canale Mnet. Dal 2010 si svolge anche fuori dal territorio coreano e viene trasmessa internazionalmente.

## Storia
L'evento è stato lanciato nel 1999 per premiare, sul modello degli MTV Video Music Awards, i video musicali, con il nome di Mnet Music Video Festival. Nel 2004 si è fuso con i KMTV Korean Music Award, cambiando nome in Mnet KM Music Video Festival. Entro la metà degli anni 2000 aveva attirato l'interesse internazionale a causa della diffusione della hallyu, e nel 2008 è stato trasmesso in Cina e in Giappone.
Nel 2009, l'evento è stato rinominato in Mnet Asian Music Award (MAMA) per rispecchiare la sua espansione fuori dalla Corea del Sud. Nel 2010, si è tenuto per la prima volta all'estero, a Macao. Nel 2011 è stato organizzato a Singapore, e dal 2012 al 2017 a Hong Kong. Sempre nel 2017 l'evento è stato esteso a quattro serate, alcune delle quali in Vietnam e in Giappone. Nel 2018, i MAMA si sono svolti in tre parti, ciascuna in un Paese diverso: la cerimonia è tornata in Corea del Sud per la prima volta in nove anni, ed è stata ospitata anche da Giappone e Hong Kong. L'edizione del 2020 è stata tenuta online a causa della pandemia di COVID-19.
Il 24 agosto 2022 la CJ ENM ha annunciato che, per riflettere l'espansione dell'influenza del K-pop dall'Asia al resto del mondo, il premio avrebbe cambiato nome in MAMA Award.

### Nomi dell'evento
- Mnet Video Music Award (1999)[4]

Logo dell'evento (2009-2021).

- Mnet Music Video Festival (2000-2003)[11]
- Mnet KM Music Video Festival (2004-2005)[12]
- Mnet KM Music Festival (2006-2008)[13]
- Mnet Asian Music Awards (2009-2021)[8]
- MAMA Awards (2022-oggi)[10]

### Controversie
Nel 2007, Lee Min-woo e Shin Hye-sung degli Shinhwa annullarono la propria apparizione all'evento un'ora prima del suo inizio. Shin dichiarò di averlo fatto perché non credevano che i vincitori sarebbero stati scelti equamente. Per lo stesso motivo, nel 2009 le agenzie di spettacolo SM Entertainment e Inwoo Production non fecero presenziare i propri artisti.
Prima della cerimonia del 2017, Mnet scoprì che alcuni fan avevano votato in maniera fraudolenta servendosi di bot. Le votazioni vennero pertanto sospese temporaneamente, i voti disonesti invalidati, gli indirizzi IP sospetti bloccati e gli account coinvolti cancellati.

## Edizioni
| Edizione | Data             | Location                                | Città       | Presentatori                              | Note          |
| -------- | ---------------- | --------------------------------------- | ----------- | ----------------------------------------- | ------------- |
| 1ª       | 27 novembre 1999 | Universal Arts Center                   | Seul        | Choi Hal-li                               | [ 18 ]        |
| 2ª       | 24 novembre 2000 | Universal Arts Center                   | Seul        | Cha Tae-hyun, Kim Hyun-joo                | [ 18 ]        |
| 3ª       | 23 novembre 2001 | Universal Arts Center                   | Seul        | Cha Tae-hyun, Song Hye-kyo                | [ 18 ]        |
| 4ª       | 29 novembre 2002 | Universal Arts Center                   | Seul        | Shin Dong-yup, Kim Jung-eun               | [ 18 ]        |
| 5ª       | 27 novembre 2003 | Università Kyung Hee                    | Seul        | Cha Tae-hyun, Sung Yu-ri                  | [ 18 ]        |
| 6ª       | 4 dicembre 2004  | Università Kyung Hee                    | Seul        | Shin Dong-yup, Kim Jung-eun               | [ 18 ]        |
| 7ª       | 7 novembre 2005  | Olympic Gymnastics Arena                | Seul        | Shin Dong-yup, Kim Ah-joong               | [ 18 ]        |
| 8ª       | 25 novembre 2006 | Olympic Gymnastics Arena                | Seul        | Shin Dong-yup, Kim Ok-bin                 | [ 18 ]        |
| 9ª       | 17 novembre 2007 | Stadio olimpico                         | Seul        | Shin Dong-yup, Lee Da-hae                 | [ 18 ]        |
| 10ª      | 15 novembre 2008 | Stadio olimpico                         | Seul        | Rain                                      | [ 18 ]        |
| 11ª      | 21 novembre 2009 | Stadio olimpico                         | Seul        | Tiger JK                                  | [ 18 ]        |
| 12ª      | 28 novembre 2010 | Cotai Arena, The Venetian Macao         | Macao       | nessuno                                   | [ 19 ]        |
| 13ª      | 29 novembre 2011 | Singapore Indoor Stadium                | Singapore   | Lee Byung-hun                             | [ 20 ]        |
| 14ª      | 30 novembre 2012 | Hong Kong Convention, Exhibition Centre | Hong Kong   | Song Joong-ki                             | [ 21 ]        |
| 15ª      | 22 novembre 2013 | AsiaWorld–Arena                         | Hong Kong   | Lee Seung-gi                              | [ 21 ]        |
| 16ª      | 3 dicembre 2014  | AsiaWorld–Arena                         | Hong Kong   | Song Seung-heon                           | [ 21 ]        |
| 17ª      | 2 dicembre 2015  | AsiaWorld–Arena                         | Hong Kong   | Psy                                       | [ 21 ]        |
| 18ª      | 2 dicembre 2016  | AsiaWorld–Arena                         | Hong Kong   | Lee Byung-hun                             | [ 21 ]        |
| 19ª      | 25 novembre 2017 | Hoa Binh Theatre                        | Ho Chi Minh | Thu Minh                                  | [ 22 ]        |
| 19ª      | 29 novembre 2017 | Yokohama Arena                          | Yokohama    | Park Bo-gum                               | [ 23 ]        |
| 19ª      | 30 novembre 2017 | W Hong Kong                             | Hong Kong   | Kim Young-chul, Shin A-young, Kim Ji-sook | [ 24 ]        |
| 19ª      | 1 dicembre 2017  | AsiaWorld–Arena                         | Hong Kong   | Song Joong-ki                             | [ 23 ]        |
| 20ª      | 10 dicembre 2018 | Dongdaemun Design Plaza                 | Seul        | Jung Hae-in                               | [ 25 ]        |
| 20ª      | 12 dicembre 2018 | Saitama Super Arena                     | Saitama     | Park Bo-gum                               | [ 25 ]        |
| 20ª      | 14 dicembre 2018 | AsiaWorld-Arena                         | Hong Kong   | Song Joong-ki                             | [ 25 ]        |
| 21ª      | 4 dicembre 2019  | Nagoya Dome                             | Nagoya      | Park Bo-gum                               | [ 26 ] [ 27 ] |
| 22ª      | 6 dicembre 2020  | CJ ENM Contents World                   | Paju        | Song Joong-ki                             | [ 9 ] [ 28 ]  |
| 23ª      | 11 dicembre 2021 | CJ ENM Contents World                   | Paju        | Lee Hyo-ri                                | [ 29 ] [ 30 ] |
| 24ª      | 29 novembre 2022 | Kyocera Dome                            | Osaka       | Jeon So-mi, Park Bo-gum                   | [ 31 ] [ 32 ] |
| 24ª      | 30 novembre 2022 | Kyocera Dome                            | Osaka       | Jeon So-mi, Park Bo-gum                   | [ 31 ] [ 32 ] |
| 25ª      | 28 novembre 2023 | Tokyo Dome                              | Tokyo       | Jeon So-mi, Park Bo-gum                   | [ 33 ]        |
| 25ª      | 29 novembre 2023 | Tokyo Dome                              | Tokyo       | Jeon So-mi, Park Bo-gum                   | [ 33 ]        |
| 26ª      | 21 novembre 2024 | Dolby Theatre                           | Los Angeles | N.D.                                      | [ 34 ]        |
| 26ª      | 22 novembre 2024 | Kyocera Dome                            | Osaka       | N.D.                                      | [ 34 ]        |
| 26ª      | 23 novembre 2024 | Kyocera Dome                            | Osaka       | N.D.                                      | [ 34 ]        |

## Categorie
I riconoscimenti più prestigiosi assegnati dagli Mnet Asian Music Award sono i Gran premi (Daesang). Tre sono stati introdotti nel 2006, mentre Icona globale dell'anno nel 2018.
- Artista dell'anno
- Album dell'anno
- Canzone dell'anno
- Icona globale dell'anno (dal 2018)

Vengono poi assegnate le seguenti statuette:
- Miglior artista maschile
- Miglior artista femminile
- Miglior gruppo maschile
- Miglior gruppo femminile
- Miglior nuovo artista solista/gruppo
- Miglior esibizione di ballo
- Miglior esibizione di una band
- Miglior esibizione rap
- Miglior esibizione vocale
- Miglior video musicale
- Miglior collaborazione
- Miglior unit

Durante l'evento gli artisti ricevono anche vari premi speciali.
L'edizione 2021 ha introdotto alcuni cambiamenti nel processo di votazione e giudizio. In particolare, Artista, Album e Canzone dell'anno sono diventati riconoscimenti decisi esclusivamente da una giuria di qualità composta da professionisti, eliminando il voto online dei fan, che è rimasto invece valido per Icona globale dell'anno e la top 10 degli artisti globali.

## Gran premi

### Artista dell'anno
- 2006 – TVXQ
- 2007 – Super Junior
- 2008 – Big Bang
- 2009 – 2PM
- 2010 – 2NE1
- 2011 – Girls' Generation
- 2012 – Big Bang
- 2013 – G-Dragon
- 2014 – Exo
- 2015 – Big Bang
- 2016 – BTS
- 2017 – BTS
- 2018 – BTS
- 2019 – BTS
- 2020 – BTS
- 2021 – BTS
- 2022 – BTS
- 2023 – NewJeans

### Album dell'anno
- 2006 – The 3rd Masterpiece degli SG Wannabe
- 2007 – Remapping the Human Soul degli Epik High
- 2008 – Mirotic dei TVXQ
- 2009 – Heartbreaker di G-Dragon
- 2010 – To Anyone delle 2NE1
- 2011 – Mr. Simple dei Super Junior
- 2012 – Sexy, Free & Single dei Super Junior
- 2013 – XOXO degli Exo
- 2014 – Overdose degli Exo
- 2015 – Exodus degli Exo
- 2016 – Ex'act degli Exo
- 2017 – The War degli Exo
- 2018 – Love Yourself: Tear dei BTS
- 2019 – Map of the Soul: Persona dei BTS
- 2020 – Map of the Soul: 7 dei BTS
- 2021 – Be dei BTS
- 2022 – Proof dei BTS
- 2023 – FML dei Seventeen

### Canzone dell'anno
- 2006 – Partner for Life degli SG Wannabe
- 2007 – Lies dei Big Bang
- 2008 – Nobody delle Wonder Girls
- 2009 – I Don't Care delle 2NE1
- 2010 – Bad Girl Good Girl delle Miss A
- 2011 – I Am the Best delle 2NE1
- 2012 – Gangnam Style di Psy
- 2013 – Bounce di Cho Yong-pil
- 2014 – Eyes, Nose, Lips di Taeyang
- 2015 – Bang Bang Bang dei Big Bang
- 2016 – Cheer Up delle Twice
- 2017 – Signal delle Twice
- 2018 – What Is Love? delle Twice
- 2019 – Boy with Luv dei BTS feat. Halsey
- 2020 – Dynamite dei BTS
- 2021 – Butter dei BTS
- 2022 – Love Dive delle Ive
- 2023 – Ditto delle NewJeans

### Icona globale dell'anno
- 2018 – BTS
- 2019 – BTS
- 2020 – BTS
- 2021 – BTS
- 2022 – BTS
- 2023 – BTS

## Premi competitivi

### Miglior artista maschile
- 1999 – Lee Seung-hwan per A Request
- 2000 – Shin Seung-hun per The Unwritten Legend
- 2001 – Kangta per Polaris
- 2002 – Sung Si-kyung per We Make A Good Pair
- 2003 – Wheesung per With Me
- 2004 – Seveen per Passion
- 2005 – Kim Jong-kook per Standstill
- 2006 – Rain per I'm Coming
- 2007 – Lee Seung-gi per White Lie
- 2008 – Seo Taiji per Moai
- 2009 – Tiger JK per Monster
- 2010 – Taeyang per I'll Be There
- 2011 – Kim Hyun-joong per Break Down
- 2012 – G-Dragon per Crayon
- 2013 – G-Dragon per Crooked
- 2014 – Taeyang per Eyes, Nose, Lips
- 2015 – Park Jin-young per Who's Your Mama?
- 2016 – Zico per I Am You, You Are Me
- 2017 – Zico per Artist
- 2018 – Roy Kim per Only Then
- 2019 – Byun Baek-hyun per UN Village
- 2020 – Byun Baek-hyun per Candy
- 2021 – Byun Baek-hyun per Bambi
- 2022 – Lim Young-woong
- 2023 – Jimin

### Miglior artista femminile
- 1999 – Uhm Jung-hwa per I Don't Know
- 2000 – Park Ji-yoon per Coming of Age Ceremony
- 2001 – Kim Hyun-jung per You Who Left
- 2002 – Jang Na-ra per Sweet Dream
- 2003 – Lee Soo-young per Solitary
- 2004 – Lee Soo-young per Whistle to Me
- 2005 – BoA per Girls on Top
- 2006 – Baek Ji-young per I Won't Love
- 2007 – Ivy per Sonata of Temptation
- 2008 – Lee Hyo-ri per U-Go-Girl
- 2009 – Baek Ji-young per Like Being Hit by a Bullet
- 2010 – BoA per Hurricane Venus
- 2011 – Baek Ji-young per Ordinary
- 2012 – IU per You and I
- 2013 – Lee Hyo-ri per Bad Girls
- 2014 – IU per Friday
- 2015 – Kim Tae-yeon per I
- 2016 – Kim Tae-yeon per Why
- 2017 – IU per Palette
- 2018 – Lee Sun-mi per Siren
- 2019 – Chungha per Gotta Go
- 2020 – IU per Blueming
- 2021 – IU
- 2022 – Im Na-yeon
- 2023 – Jisoo

### Miglior gruppo maschile
- 1999 – HOT per I Yah!
- 2000 – GOD per Love and Memory
- 2001 – Shinhwa per Wild Eyes
- 2002 – Shinhwa per Perfect Man
- 2003 – Shinhwa per Your Wedding
- 2004 – Shinhwa per Angel
- 2005 – SG Wannabe per Crime and Punishment
- 2006 – TVXQ per "O"-Jung.Ban.Hap.
- 2007 – Big Bang per Lies
- 2008 – Big Bang per Haru Haru
- 2009 – 2PM per Again & Again
- 2010 – 2PM per I'll Be Back
- 2011 – Super Junior per Mr. Simple
- 2012 – Big Bang per Fantastic Baby
- 2013 – Infinite per Man In Love
- 2014 – Exo per Overdose
- 2015 – Exo per Call Me Baby
- 2016 – Exo per Monster
- 2017 – Wanna One per Energetic
- 2018 – Wanna One per Boomerang
- 2019 – BTS per Boy with Luv
- 2020 – BTS per Dynamite
- 2021 – BTS
- 2022 – BTS
- 2023 – Seventeen

### Miglior gruppo femminile
- 2000 – Fin.K.L
- 2001 – SES
- 2002 – SES
- 2003 – Jewelry
- 2004 – Sugar
- 2005 – Jewelry
- 2007 – SeeYa
- 2008 – Wonder Girls
- 2009 – Brown Eyed Girls
- 2010 – 2NE1
- 2011 – Girls' Generation
- 2012 – Sistar
- 2013 – Girls' Generation
- 2014 – Sistar
- 2015 – Girls' Generation
- 2016 – Twice
- 2017 – Red Velvet
- 2018 – Twice
- 2019 – Twice
- 2020 – Blackpink
- 2021 – Twice
- 2022 – Blackpink
- 2023 – NewJeans

### Miglior nuovo artista solista/gruppo
- 1999 – Lee Jung-hyun, Team
- 2000 – Choi Jin-young, BoA, Chakra
- 2001 – Sung Si-kyung, Wax, Brown Eyes
- 2002 – Rain, Youme, Black Beat
- 2003 – Seven, Maya, Big Mama
- 2004 – Lee Seung-gi, Chunja, TVXQ
- 2005 – Lim Jeong-hee, SS501
- 2006 – Zhang Liyin, Super Junior
- 2007 – Younha, F.T. Island, Wonder Girls
- 2008 – Shinee, Davichi
- 2009 – Supreme Team, 2NE1
- 2010 – CNBLUE, Miss A
- 2011 – Huh Gak, Apink
- 2012 – Ailee, Busker Busker
- 2013 – Roy Kim, Crayon Pop
- 2014 – Winner
- 2015 – Ikon, Twice
- 2016 – NCT 127, IOI
- 2017 – Wanna One, Pristin
- 2018 – Stray Kids, Iz*One
- 2019 – TXT, Itzy
- 2020 – Treasure, Weeekly
- 2021 – Enhypen, Aespa
- 2022 – Ive, Xdinary Heroes
- 2023 – Zerobaseone, TripleS

### Miglior esibizione di ballo
- 1999 – Lee Jung-hyun per Come
- 2000 – Clon per Choryeon
- 2001 – Yoo Seung-jun per Wow
- 2002 – BoA per No. 1
- 2003 – BoA per Atlantis Princess
- 2004 – Shinhwa per Brand New
- 2005 – Lee Min-woo per Bump
- 2006 – SS501 per Snow Prince
- 2007 – The Grace per One More Time, OK?
- 2008 – Lee Hyo-ri per U-Go-Girl
- 2009 – Kara per Honey
- 2010 – Rain per Love Song, 2PM per I'll Be Back, Miss A per Bad Girl Good Girl
- 2011 – Kim Hyun-ah per Bubble Pop!, Beast per Fiction, Miss A per Good-bye Baby
- 2012 – Psy per Gangnam Style, Shinee per Sherlock, F(x) per Electric Shock
- 2013 – G-Dragon per Crooked, CL per The Baddest Female, Shinee per Dream Girl, Sistar per Give It To Me
- 2014 – Infinite per Last Romeo, Girl's Day per Something, Lee Sun-mi per Full Moon
- 2015 – Shinee per View, Red Velvet per Ice Cream Cake, Kim Hyun-ah per Roll Deep
- 2016 – BTS per Blood Sweat & Tears, GFriend per Rough, Lee Tae-min per Press Your Number
- 2017 – Seventeen per Don't Wanna Cry, Twice per Signal, Lee Tae-min per Move
- 2018 – Seventeen per Oh My!, Twice per What Is Love?, Chungha per Roller Coaster
- 2019 – BTS per Boy with Luv, Twice per Fancy, Chungha per Gotta Go
- 2020 – BTS per Dynamite, Blackpink per How You Like That, Hwasa per Maria
- 2021 – BTS per Butter, Aespa per Next Level, Rosé per On the Ground
- 2022 – Psy per That That (feat. Suga), Seventeen per Hot, Ive per Love Dive
- 2023 – Seventeen per Super, NewJeans per Ditto, Jung Kook per Seven, Jisoo per Flower

### Miglior esibizione di una band
Noto come "Miglior esibizione rock" fino al 2009.
- 1999 – Jaurim per Falling Flowers
- 2000 – Seo Taiji per Ultramania
- 2001 – Jaurim per Goodbye Grief
- 2002 – YB per Love Two
- 2003 – Cherry Filter per Flying Duck
- 2004 – Seo Taiji per Live Wire
- 2005 – Buzz per Coward
- 2006 – Buzz per You Don't Know Man
- 2007 – Cherry Filter per Feel It
- 2008 – Nell per Time To Walk Memories
- 2009 – Boohwal per Thought
- 2010 – Hot Potato per Confession
- 2011 – CNBLUE per Intuition
- 2012 – Busker Busker per Cherry Blossom Ending
- 2013 – Busker Busker per Love, At First
- 2014 – CNBLUE per Can't Stop
- 2015 – CNBLUE per Cinderella
- 2016 – CNBLUE per You're So Fine
- 2017 – Hyukoh per TOMBOY
- 2018 – Hyukoh per Love Ya!
- 2019 – Jannabi per For Lovers Who Hesitate
- 2020 – Day6 per Zombie
- 2021 – Jannabi per A Thought on an Autumn Night
- 2022 – Xdinary Heroes per Happy Death Day

### Miglior esibizione rap
Noto come "Miglior esibizione hip hop" dal 1999 al 2009, e come "Miglior esibizione hip hop & urban" nel 2017, 2018, 2020 e 2022.
- 1999 – Honey Family per Man's Story – My Way
- 2000 – DJ DOC per D.O.C Blues
- 2001 – Drunken Tiger per Good Life
- 2002 – Leessang per Rush (ft. Jung-in)
- 2003 – Kim Jin-pyo per With a Dogged Spirit
- 2004 – Cho PD per Friend (ft. Insooni)
- 2005 – Epik High per Fly (ft. Amin. J)
- 2006 – MC Mong per Ice Cream
- 2007 – Epik High per Fan
- 2008 – Epik High per One (ft. Ji Sun)
- 2009 – Leessang per Can't Breakup Girl, Can't Breakaway Boy (ft. Jung-in)
- 2010 – DJ DOC per I'm This Kind of Person
- 2011 – Leessang per Turned Off the TV (ft. Yoon Mi-rae, Kwon Jung-yeol)
- 2012 – Epik High per UP (ft. Park Bom)
- 2013 – Dynamic Duo per BAAAM (ft. Muzie degli UV)
- 2014 – Epik High per Happen Ending
- 2015 – San E per Me You
- 2016 – C Jamm & Bewhy per Puzzle
- 2017 – Heize per Don't Know You
- 2018 – Zico per Soulmate (ft. IU)
- 2019 – Heize per She's Fine
- 2020 – Zico per Any Song
- 2022 – Jay Park per Ganadara (feat. IU)
- 2023 – Agust D – People Pt. 2 (feat. IU)

### Miglior esibizione vocale
- 2010 – Gummy per Because You're a Man, 2AM per Can't Let You Go Even If I Die
- 2011 – IU per Good Day, 2NE1 per Lonely
- 2012 – K.Will per I Need You, Davichi per Will Think of You
- 2013 – Lee Seung-gi per Return, Ailee per U&I
- 2014 – Taeyang per Eyes, Nose, Lips, Ailee per Singing Got Better
- 2015 – Zion.T per Eat, Ailee per Mind Your Own Business
- 2016 – Crush per Don't Forget (ft. Kim Tae-yeon), Ailee per If You, Davichi per Beside Me
- 2017 – Yoon Jong-shin per Like It, Heize per You, Clouds, Rain, Bolbbalgan4 per Tell Me You Love Me
- 2018 – Ikon per Love Scenario, Heize per Didn't Know Me
- 2019 – Kim Tae-yeon, Bolbbalgan4
- 2020 – IU per Blueming, Mamamoo per Hip
- 2021 – IU per Celebrity
- 2022 – Kim Tae-yeon per INVU, Big Bang per Still Life
- 2023 – Park Jae-jung – Let's Break Up, AKMU per Love Lee

### Miglior video musicale
Noto come "Video musicale dell'anno", appartenente ai Gran premi, fino al 2005.
- 1999 – Lee Seung-hwan per A Request
- 2000 – Jo Sung-mo per Do You Know
- 2001 – Wax per Fix My Makeup
- 2002 – Cho PD per My Style
- 2003 – Big Mama per Break Away
- 2004 – BoA per My Name
- 2005 – Drunken Tiger per Isolated Ones! Left Foot Forward!
- 2006 – Psy per Entertainer
- 2007 – Dynamic Duo per Attendance Check
- 2008 – Wonder Girls per Nobody
- 2009 – 2NE1 per Fire
- 2010 – 2NE1 per Can't Nobody
- 2011 – Big Bang per Love Song
- 2012 – Psy per Gangnam Style
- 2013 – G-Dragon per Coup d'Etat
- 2014 – 2PM per Go Crazy!
- 2015 – Big Bang per Bae Bae
- 2016 – Blackpink per Whistle
- 2017 – BTS per Spring Day
- 2018 – BTS per Idol
- 2019 – BTS per Boy with Luv
- 2020 – BTS per Dynamite
- 2022 – Blackpink per Pink Venom
- 2023 – Jisoo per Flower

### Miglior colonna sonora
- 2004 – Jo Sung-mo per "By Your Side" (Pari-ui yeon-in)
- 2005 – Clazziquai per "She Is" (Nae ireum-eun Kim Sam-soon)
- 2006 – SeeYa per "Crazy Love Song" (Tumyeong-in-gan Choe Jang-su)
- 2008 – Kim Jong-wook e SG Wannabe per "Fate Reverse (Eden-ui dongjjok)
- 2009 – SS501 per "Because I'm Stupid" (Kkotboda namja)
- 2011 – Baek Ji-young per "That Woman" (Secret Garden)
- 2012 – Seo In-guk & Jung Eun-ji per "All For You" (Eungdaphara 1997)
- 2013 – Yoon Mi-rae per "Touch Love" (Jugun-ui tae-yang)
- 2014 – Lyn per "My Destiny" (Byeor-eseo on geudae)
- 2016 – Lee Juck per "Don't Worry" (Eungdaphara 1988)
- 2017 – Ailee per "I Will Go to You Like the First Snow" (Sseulsseulhago challanhasin - Dokkaebi)
- 2018 – Seventeen per "A-Teen" (A-Teen)
- 2019 – Gummy per "Remember Me" (Hotel del Luna)
- 2020 – Gaho per "Start Over" (Itaewon Class)
- 2021 – Jo Jung-suk per "I Like You" (Hospital Playlist 2)
- 2022 – Melomance per "Love, Maybe" (Business Proposal)
- 2023 – BTS per The Planet

### Miglior collaborazione
- 2010 – Ga-in e Jo Kwon per We Fell in Love
- 2012 – Kim Hyun-ah e Jang Hyun-seung per Trouble Maker
- 2014 – Soyou e Junggigo per Some
- 2015 – Zion.T e Crush per Just
- 2016 – Suzy e Byun Baek-hyun per Dream
- 2017 – Dynamic Duo e Chen per Nosedive
- 2019 – Lee So-ra e Suga per Song Request
- 2020 – IU e Suga per Eight
- 2021 – AKMU e IU per Nakka
- 2022 – Psy e Suga per That That
- 2023 – Jung Kook per Seven (feat. Latto)

### Miglior unit
Il riconoscimento viene consegnato ai gruppi composti soltanto da alcuni componenti di un gruppo musicale, detti unit. 
- 2018 – Wanna One - Triple Position per Kangaroo

### Video musicale preferito
- 2018 – BTS per Idol

### Top 10 globale scelta dei fan
- 2018 – Mamamoo, Twice, Wanna One, BTS, Got7, Blackpink, Seventeen, NCT 127, NU'EST W, Monsta X
- 2019 – BTS, Got7, Seventeen, TXT, Twice, Ateez, Monsta X, Blackpink, Exo, X1
- 2020 – NCT, Treasure, TXT, Got7, Ateez, Seventeen, Mamamoo, Twice, BTS, Blackpink
- 2021 – BTS, Enhypen, Lisa, NCT 127, NCT Dream, Seventeen, Stray Kids, TXT, Treasure, Twice
- 2022 – Blackpink, BTS, Enhypen, Got7, NCT Dream, Psy, Seventeen, Stray Kids, Treasure, TXT
- 2023 – Ateez, BTS, Enhypen, Lim Young-woong, NCT Dream, Seventeen, Stray Kids, Tomorrow X Together, Twice, Zerobaseone

### Artista maschile preferito
- 2019 – BTS
- 2020 – NCT

### Artista femminile preferito
- 2019 – Twice
- 2020 – Iz*One

### Esibizione di ballo preferita
- 2019 – Got7
- 2020 – TXT per Can't You See Me, Taemin per Criminal, Jessi per Nunu Nana

### Esibizione vocale preferita
- 2018 – Mamamoo
- 2019 – Mamamoo

## Premi speciali

### Miglior artista internazionale
- 1999 – Ricky Martin per Livin' la vida loca
- 2000 – Britney Spears per Oops!... I Did It Again
- 2001 – Shakira per Whenever, Wherever
- 2002 – Eminem per Without Me
- 2003 – Linkin Park per Somewhere I Belong
- 2004 – Usher per Yeah!
- 2005 – The Black Eyed Peas per Don't Lie
- 2006 – Pussycat Dolls per Buttons
- 2009 – Pussycat Dolls
- 2010 – Far East Movement
- 2012 – Psy per Gangnam Style
- 2013 – Ylvis per What Does the Fox Say?
- 2014 – John Legend per All of Me
- 2019 – Dua Lipa
- 2021 – Ed Sheeran

### Miglior artista asiatico
- 2010 – Jason Zhang
- 2011 – Jane Zhang
- 2012 – Leehom Wang, My Tam, AKB48, Taufik Batisah, Li Yu Chun, Sarah Geronimo, Agnes Monica
- 2013 – Derrick Hoh, Kyary Pamyu Pamyu, Aaron Kwok, Thu Minh, ToR+ Saksit, SM*SH
- 2014 – Hồ Quỳnh Hương, JJ Lin, Thaitanium, Leo Ieiri, Raisa
- 2015 – Jolin Tsai, Potato, RAN, Stefanie Sun, AKB48, Dong Nhi
- 2016 – Getsunova, Noo Phuoc Thinh, Isyana Sarasvati, JJ Lin, Sekai no Owari, Hua Chenyu
- 2017 – Agnez Mo, Lula, Aisyah Aziz, Tóc Tiên, Karen Mok, AKB48
- 2018 – Afgan, Da Pump, JJ Lin, Huong Tram, Peck Palitchoke
- 2019 – Nont Tanont, Li Ronghao, Hoàng Thùy Linh, Aimyon, Andmesh Kamaleng
- 2020 – Official Hige Dandism, G.E.M, Ink Waruntorn, Rizky Febian, Binz

Miglior nuovo artista asiatico
- 2008 – Khalil Fong
- 2010 – My Tam
- 2011 – Vision Wei, Aziatix
- 2012 – Exo, Natthew, TimeZ
- 2017 –  NCT 127
- 2018 – Marion Jola, Keyakizaka46, Dean Ting, Orange, The Toys, Iz*One
- 2019 – WANYAi, OSN, K-ICM & Jack, King Gnu, Stephanie Poetri, WayV
- 2020 – Fujii Kaze, Chin Siou, Milli, Tiara Andini, Amee, JO1
- 2021 – Ado, Anson Lo, Sprite X Guygeegee, Lyodra, Hoàng Duyên

Specifici per genere
- 2004 – F4 (pop), Gackt (rock), M-Flo (hip hop)
- 2006 – W-inds (rock)
- 2010 – Perfume (pop), Chemistry (R&B)

Altri
- 2009 – Asia Recommended Award (Japan) alle AKB48
- 2009 – Asia Recommended Award (China) alle Lollipop F
- 2009 – Best Asia Star Award ai TVXQ
- 2010 – The Shilla Duty Free Asian Wave Award ai 2PM per I'll Be Back
- 2011 – Hottest Asian Artist a Koda Kumi
- 2015 – Next Generation Asian Artist ai Monsta X
- 2017 – Vietnamese Breakout Artist with Close-Up a Sơn Tùng M-TP
- 2018 – Favorite Dance Artist (Japan) ai Bullet Train
- 2018 – Favorite Dance Artist (Male) ai BTS
- 2018 – Favorite Dance Artist (Female) Twice

### Premi per la popolarità
Mobile Popularity Award
- 2002 – Jang Na-ra per Sweet Dream
- 2003 – Rain per How to Avoid the Sun
- 2004 – Gummy per Memory Loss
- 2005 – TVXQ per Rising Sun
- 2006 – TVXQ per 'O'-Jung.Ban.Hap.
- 2007 – Super Junior per Don't Don
- 2009 – Super Junior per Sorry Sorry

Netizen Popularity Award
- 2002 – Moon Hee-joon per Generous
- 2003 – Shinhwa per Your Wedding
- 2005 – Moon Hee-joon per A Small Village Called Memories
- 2006 – Shinhwa per Once in a Lifetime
- 2007 – Super Junior per Don't Don
- 2008 – TVXQ per Mirotic
- 2009 – Super Junior per Sorry Sorry

Digital Popularity Award
- 2005 – MC Mong per Invincible
- 2006 – SG Wannabe per Partner for Life

Overseas Viewers' Award
- 2000 – Click-B per Gate of Honour
- 2001 – NRG per Sorrow
- 2004 – Shinhwa per Brand New
- 2005 – Kangta per Mask
- 2006 – Shinhwa per Once In A Lifetime
- 2007 – Shinhwa per Once in a Lifetime
- 2008 – TVXQ per Mirotic
- 2009 – Super Junior per Sorry Sorry
- 2011 – Super Junior per Mr. Simple

Altri
- 2014 – K-pop Fan's Choice - Male agli Infinite per Last Romeo
- 2014 – K-pop Fan's Choice - Female alle Girls' Generation-TTS per Holler
- 2015 – Sina Weibo Global Fan's Choice - Male agli Exo per Call Me Baby
- 2015 – Sina Weibo Global Fan's Choice - Female alle f(x) per 4 Walls
- 2017 – Mwave Global Fan's Choice agli Exo per Ko Ko Bop
- 2018 – Mwave Global Fan's Choice ai BTS per Fake Love
- 2022 – The Most Popular Male Singer a J-Hope, The Most Popular Group Award agli Stray Kids

### Premi della giuria
Judges' Choice Award
- 2000 – Tae Jin-ah per Love Is Not For Someone
- 2001 – No Brain per Go To The Beach
- 2002 – Shin Seung-hun per If We Can Part Even Though We Love
- 2003 – Cho PD per Secret Diary
- 2004 – Kim Yoon-ah per Nocturne
- 2005 – Cho PD per My Old Story
- 2008 – SG Wannabe

Mnet PD's Choice Award
- 2004 – Deux
- 2005 – SES
- 2006 – TVXQ
- 2007 – F.T. Island
- 2008 – Shin Seung-hun
- 2011 – YB
- 2012 – BAP

### Premi tecnici
- 2005 – Migliori riprese a Park Sung-il per Splendor of Youth
- 2005 – Miglior montaggio a Song Geol per It Must Have Been In Love
- 2005 – Migliori effetti speciali a FX NINE per My Love Song
- 2005 – Miglior arrangiamento a Samsung Anycall per la pubblicità di Anymotion (con Lee Hyo-ri ed Eric Mun)
- 2006 – Miglior compositore a Jo Young-su per Partner for Life (SG Wannabe)
- 2006 – Miglior paroliere a Ahn Young-min per Crazy Love Song (SeeYa)
- 2006 – Miglior arrangiamento a Ryu Jae-hyun per The Man The Woman (Vibe)
- 2008 – Miglior compositore a Kim Jong-wan (Nell) per Time to Walk Memories
- 2008 – Miglior paroliere a Kim Dong-ryul per Let's Start Again
- 2008 – Miglior arrangiamento a Tablo per One
- 2009 – Miglior compositore asiatico a Park Jin-young per Nobody
- 2009 – Miglior paroliere a Park Seon-ju per Love Him
- 2009 – Miglior compositore a Teddy Park per Fire e I Don't Care
- 2009 – Miglior arrangiamento a Shinsadong Tiger per Muzik
- 2010 – Miglior coreografo a Kim Hwa-young
- 2010 – Miglior produttore a Psy per Cinderella
- 2015 – Miglior produttore a Park Jin-young, Phuc Bo e Gao Xiaosong
- 2015 – Miglior ingegnere a Ko Hyun-jong, Lupo Groinig e Yoshinori Nakayama
- 2015 – Miglior intrattenitore dal vivo a In Jae-jin, Wu Qunda e Vit Suthitnavil
- 2016 – Miglior produttore a Black Eyed Pilseung
- 2016 – Miglior direttore artistico a Min Hee-jin
- 2016 – Miglior coreografo a J.Da Apissara Phetruengrong
- 2016 – Miglior promoter a Masahiro Hikada
- 2016 – Miglior produttore esecutivo a Bang Si-hyuk
- 2016 – Miglior produttore internazionale a Timbaland
- 2016 – Miglior ingegnere a Hironobu Tanaka
- 2017 – Miglior produttore a Pdogg
- 2016 – Miglior direttore artistico a Yang
- 2016 – Miglior coreografo a Youngjun Choi
- 2016 – Miglior regista di video musicali a Atsushi Makino
- 2016 – Miglior ingegnere a Dat Nguyen Minh
- 2016 – Miglior esecutivo a George Trivino
- 2016 – Miglior compositore a Raisa Andriana e Isyana Sarasvati
- 2018 – Miglior ingegnere a LalellmaNino e Java Finger
- 2018 – Miglior compositore a Deanfluenza (Dean)
- 2018 – Miglior produttore a Pdogg
- 2018 – Miglior coreografo a Son Sung-deuk (BTS)
- 2018 – Miglior direttore artistico a MU:E (BTS)
- 2018 – Miglior regista di video musicali Lo Gingzim (aMEi)
- 2018 – Miglior produttore esecutivo a Bang Si-hyuk
- 2019 – Miglior regista di video musicali a Lumpens
- 2019 – Miglior produttore esecutivo a Bang Si-hyuk
- 2019 – Miglior produttore a Starr Chen, Howe Chen & RAZOR
- 2019 – Miglior ingegnere a Kwon Nam-woo
- 2019 – Miglior compositore a Pdogg
- 2019 – Miglior direttore artistico a Yuni Yoshida
- 2019 – Miglior coreografo a Kiel Tutin
- 2020 – Miglior regista di video musicali a Lumpens
- 2020 – Miglior produttore esecutivo a Bang Si-hyuk
- 2020 – Miglior produttore a Pdogg
- 2020 – Miglior ingegnere a Goo Jong-pil e Kwon Nam-woo
- 2019 – Miglior compositore a Yovie Widianto
- 2019 – Miglior direttore artistico a MU:E
- 2019 – Miglior coreografo a Quang Dang
- 2021 – Miglior produttore esecutivo dell'anno a Bang Si-hyuk
- 2021 – Miglior produttore dell'anno a Teddy
- 2021 – Miglior compositore dell'anno a Yoo Young-jin
- 2021 – Miglior ingegnere dell'anno a Gu Jong-pil e Kwon Nam-woo
- 2021 – Miglior regista di video musicali dell'anno a Lumpens
- 2021 – Miglior coreografo dell'anno a Leejung Lee
- 2021 – Miglior direttore artistico dell'anno a MU:E
- 2022 – Produttore rivelazione a Min Hee-jin
- 2022 – Produttore K-pop globale a Teddy

### Premi globali
- 2012 – Best Global Group a Super Junior per "Sexy, Free & Single" e Kara per "Pandora"
- 2013 – Next Generation Global Star alle Apink per "NoNoNo"

### Premi alle esibizioni
- 2005 – Best Video Performer Award a Psy
- 2010 – Performance Award al Jisan Valley Rock Festival
- 2012 – Guardian Angel Worldwide Performer ai Big Bang
- 2013 – Sony MDR World Wide Performer agli Infinite
- 2013 – Best Concert Performer a Lee Seung-chul
- 2015 – Best World Performer ai BTS
- 2016 – Best World Performer ai Seventeen
- 2017 – Best Concert Performer ai Monsta X
- 2017 – World Performer ai Got7
- 2019 – World Performer ai Monsta X
- 2020 – Best Stage ai Monsta X
- 2020 – Global Favorite Performer ai Seventeen

### Stile nella musica
- 2011 – Seo In-young
- 2012 – Ga-in
- 2013 – Sistar
- 2014 – Jung Joon-young, Exo
- 2015 – Exo
- 2016 – Exo
- 2017 – Lee Sun-mi, Exo-CBX, BTS
- 2018 – Monsta X

### Scoperta dell'anno
- 2008 – Galaxy Express
- 2010 – 10 cm
- 2013 – Baechigi
- 2017 – NU'EST W
- 2018 – Momoland
- 2020 – Ateez

### Best of Next
- 2016 – Monsta X e Blackpink
- 2017 – Wanna One e Chungha
- 2018 – (G)I-dle
- 2020 – Cravity

### Altri
- 1999 – Planning Award a Lee Jae-hyung
- 2001 – Achievement Award a Clon
- 2002 – Music Video Pioneer Award a Lee Seung-hwan
- 2004 – Blue Award a Moon Hee-joon per Paper Airplane
- 2007 – MKMF Tribute Award a Insooni
- 2008 – 10th Year Anniversary Remember Award a HOT
- 2008 – Music Portal Mnet Award a Big Bang
- 2009 – Hall of Fame Award a Sim Soo-bong
- 2009 – Music Portal Mnet Award a 2NE1
- 2010 – Adult Music Award a Tae Jin-ah
- 2010 – Stylist Award a Yang Seung-ho
- 2012 – TVB Choice Award a Joey Yung
- 2012 – Best LINE Award a Super Junior
- 2013 – Red Carpet Special Prize a Lee Jung-hyun
- 2013 – Music Makes One Global Ambassador Award a Stevie Wonder
- 2014 – Favorite Music in China a Chopstick Brothers per Little Apple
- 2014 – The Most Popular Vocalist a IU
- 2015 – Worldwide Inspiration Award a Pet Shop Boys
- 2015 – iQiYi Worldwide Favourite Artist a Big Bang
- 2016 – Inspired Achievement a Quincy Jones
- 2016 – iQiYi - Worldwide Favourite Artist a Got7
- 2017 – Inspired Achievement a Yasushi Akimoto
- 2017 – Worldwide Favorite Artist a Seventeen
- 2018 – Inspiration Award a Janet Jackson
- 2018 – DDP Best Trend a Wanna One
- 2018 – Tik Tok Most Popular Artist a Got7
- 2019 – Breakthrough Achievement ai Seventeen
- 2020 – The Most Popular Artist alle Twice
- 2020 – Favorite Asian Artist ai WayV
- 2020 – Notable Achievement Artist ai Seventeen
- 2020 – Inspired Achievement a BoA
- 2020 – Visionary Award a BTS, Blackpink, Park Ji-eun, Bong Joon-ho, Rain, Kim Tae-ho, Yoo Jae-suk, Kim Eun-hee, Song Kang-ho, Shin Won-ho
- 2022 – Nuovo artista preferito a Ive, Le Sserafim, Nmixx e Kep1er
- 2022 – Chill Artist agli Stray Kids
- 2022 – MAMA Platinum ai BTS
- 2022 – Inspiring Achievement ai Jaurim
- 2022 – Favorite Asian Artist ai JO1
- 2022 – Favorite Female Group alle (G)I-dle
- 2022 – Global Music Trend Leader a Zico

## Premi cessati

### Video musicale più popolare
- 1999 – HOT per I Yah!
- 2000 – HOT per Outside Castle
- 2001 – GOD per Lie
- 2002 – BoA per No. 1
- 2003 – Lee Hyo-ri per 10 Minutes
- 2004 – Rain per It's Raining
- 2005 – TVXQ per Rising Sun

### Miglior recitazione in un video musicale
- 2005 – Ryoo Seung-bum per I'm Not Laughing dei Leessang
- 2006 – Lee Joon-gi per Grace di Lee Soo-young, Kim Ji-soo per That Man That Woman dei Vibe
- 2007 – Jung Il-woo e Baek Sung-hyun per Couldn't Help It dei Goodbye Sadness

### Miglior regista di video musicali
- 1999 – Hong Jong-ho per I Yah! degli HOT
- 2000 – Kim Se-hun
- 2001 – Cha Eun-taek per Already One Year dei Brown Eyes
- 2002 – Cha Eun-taek per If We Can Part Even Though We Love di Shin Seung-hun
- 2003 – Jang Jae-hyuk per My Silent Conflict di Moon Hee-joon e Flower di Lee Seung-hwan
- 2004 – Cha Eun-taek per Timeless degli SG Wannabe, Because You're My Woman di Lee Seung-gi, When That Day Comes di Shin Seung-hun
- 2005 – Seo Hyun-seung per Goodbye Luv, Wipe My Tears and Put On Makeup, altri
- 2006 – Cha Eun-taek per Entertainer di Psy, altri

### Miglior gruppo misto
- 2000 – Sharp per Great!
- 2001 – Koyote per Paran
- 2002 – The Jadu per We Need to Talk
- 2003 – Koyote per Emergency
- 2004 – Koyote per Disco King
- 2005 – Koyote per 1, 2, 3, 4
- 2007 – Clazziquai per Lover Boy
- 2009 – 8Eight per Without a Heart

### Miglior esibizione ballad/R&B
Noto come "Miglior esibizione ballad" nel 1999, "Miglior esibizione ballad" e "Miglior esibizione R&B" dal 2000 al 2007, e "Miglior esibizione ballad/R&B" nel 2008-2009.
- 1999 – Jo Sung-mo per For Your Soul
- 2000 – Jo Sung-mo per Do You Know, Jinju per Are You Going
- 2001 – Kim Gun-mo per I'm Sorry, Park Jin-young per I Have a Girlfriend
- 2002 – Lee Soo-young per Lalala, Lena Park per In Dreams
- 2003 – Jo Sung-mo per Piano, Fly to the Sky per Missing You
- 2004 – Shin Seung-hun per When That Day Comes, Wheesung per Incurable Illness
- 2005 – Shin Hye-sung per Same Thought, Wheesung per Goodbye Luv
- 2006 – Lee Seung-gi per Hard to Say, Fly to the Sky per Like a Man
- 2007 – Yangpa per Love... What Is It, SG Wannabe per Arirang
- 2008 – Brown Eyes per Don't Go Don't Go
- 2009 – Kim Tae-woo per Love Rain

### Miglior esibizione indie
- 1999 – No Brain per Youth 98
- 2000 – Crying Nut per Circus Magic
- 2001 – Crying Nut per Deep in the Night
- 2002 – Trans Fixion per Come Back to Me

### Miglior esibizione house e electronic
- 2007 – Clazziquai per Lover Boy
- 2008 – Jewelry per One More Time
- 2009 – Brown Eyed Girls per Abracadabra

### Miglior esibizione trot
- 2009 – Hong Jin-young per Love's Battery

### Miglior singolo digitale
- 2010 – Park Bom per You and I